# Agrosykiá
Agrosykiá är en ort i Grekland.   Den ligger i prefekturen Nomós Péllis och regionen Mellersta Makedonien, i den norra delen av landet, 300 km norr om huvudstaden Aten. Agrosykiá ligger 113 meter över havet och antalet invånare är 429.
Terrängen runt Agrosykiá är platt åt sydost, men åt nordväst är den kuperad.Runt Agrosykiá är det ganska tätbefolkat, med 70 invånare per kvadratkilometer. Närmaste större samhälle är Giannitsá, 10,1 km sydväst om Agrosykiá. Trakten runt Agrosykiá består till största delen av jordbruksmark.